# Krystian Zimerman
Krystian Zimerman (n. 5 decembrie 1956, Zabrze, Polonia) este un pianist polonez- elvețian.

## Biografie
Krystian Zimerman a studiat la Academia de Muzică Katowice și a câștigat Concursul Chopin din Varșovia în 1975. De asemenea, a primit Premiul Special al Societății Chopin.
De atunci a lucrat cu dirijorii Herbert von Karajan, Leonard Bernstein, Seiji Ozawa și Sir Simon Rattle și a făcut cunoștință cu pianistul Arthur Rubinstein. Conform recunoașterii lui Zimerman, cea mai mare influență asupra lui au fost dirijorii Kirill Kondraschin și Carlo Zecchi, precum și regizorul de teatru polonez Tadeusz Kantor, care i-au arătat modalități de comunicare cu un ansamblu multilingv care i-au fost utile lui Zimerman în colaborarea sa cu orchestre.
Zimerman și-a retras lansările timpurii de discuri, deoarece acestea nu mai îndeplineau propriile standarde înalte. Rezultatul a fost că puținele sale înregistrări disponibile sunt adesea printre referințele de pe piață, de exemplu interpretările sale ale Preludiilor lui Debussy, concertelor pentru pian, Dansa Macabră și Sonata în si minor de Liszt, precum și Concertele nr. 1 și nr. 2 de Rachmaninoff.
Zimerman nu dă mai mult de 50 de concerte pe an, despre care spune că nu îi acoperă costurile. Călătorește mereu cu propriul instrument și poartă cu el mai multe claviaturi în turnee.
Zimerman apare și ca dirijor la intervale neregulate. După moartea lui Leonard Bernstein, cu care a început o înregistrare completă a concertelor pentru pian ale lui Beethoven, el a finalizat înregistrările primelor două concerte dispărute și și-a asumat și atribuțiile de dirijor.
El a repetat acest „experiment” în 1999: prin fondarea Orchestrei Festivalului Polonez pentru cea de-a 150-a aniversare de la data mortii a lui Chopin. Zimerman a plecat în turneu cu tinerii muzicieni exclusiv polonezi - doar cu cele două concerte în mi minor, Op. 11 și Fa minor, Op. 21, pe care le-a înregistrat apoi pe CD.
Krystian Zimerman locuiește în Röschenz, cantonul Basel-Landschaft din 1981, unde a primit și statutul de rezident elvețian. El conduce o clasă de master la Universitatea de Muzică din Basel din 1996.
În aprilie 2009, a stârnit scandal în timpul unui concert în Statele Unite, când a cerut de pe scenă: „Ia-ți mâinile de pe țara mea” în legătură cu proiectul de scut antirachetă american în Polonia. Încă din 2006, el a folosit concertele din SUA pentru a se opune în general politicilor președintelui în exercițiu George W. Bush și pentru a vorbi cu vehemență împotriva lagărului de prizonieri din Guantanamo Bay Naval Base. 
Pe 4 iunie 2013, a anulat un concert în Sala Filarmonicii Essen pentru că un ascultător îl filma. După ce a reintrat pe scenă, Zimerman și-a explicat furia față de videoclipurile ilegale.
În 2015, Zimerman a donat pentru prima dată Premiul Krystian Zimerman pentru cea mai bună interpretare a unei sonate Chopin, ca parte a Concursului Internațional Chopin. În octombrie 2015 a primit un doctorat onorific de la Universitatea de Muzică Fryderyk Chopin din Varșovia.
În 2022, Zimerman a primit premiul japonez Praemium Imperiale, cunoscut drept „ Premiul Nobel pentru Arte”, la categoria muzică.

## Înregistrări (selecție)
- Claude Debussy : Préludes (Deutsche Grammophon 1994, înregistrat în septembrie 1991 în sala de bal de la Stadthalle Kassel)
- Franz Schubert : Sonate pentru pian La major D 959 și Si major D 960 (Deutsche Grammophon 2017, înregistrată în ianuarie 2016 la Centrul pentru Artele Spectacolului din orașul japonez Kashiwazaki)

## Premii (selecție)
- 1994: Premiul Gramofon la categoria Record of the Year pentru Claude Debussy: Préludes
- 1994: Choc de l'Année al revistei franceze Le Monde de la musique pentru Claude Debussy: Préludes [8]
- 1994: Premiul Ritmo de la revista spaniolă de muzică clasică Ritmo pentru Claude Debussy: Préludes [8]
- 1995: Echo Klassik la categoria Înregistrarea anului cu muzică de cameră pentru Claude Debussy: Préludes
- 1995: Edison la categoria clasică pentru Claude Debussy: Préludes [8]
- 1995: Premiul Cannes Classical pentru Claude Debussy: Preludii [8]
- 1995: Grand Prix de la Nouvelle Académie pentru Claude Debussy: Preludii [8]
- 1995: Diapason d'or de l'année pentru Claude Debussy: Preludii [8]
- 1995: Grand Prix du Discophile Repertoire pentru Claude Debussy: Préludes [8]
- 2022: Praemium Imperiale la categoria Muzică